# بینسفلد
بینسفلد (به آلمانی: Binsfeld) یک شهر در آلمان است که در برنکاستل-ویتلیش واقع شده‌است. بینسفلد ۱٬۱۲۶ نفر جمعیت دارد.